# Gafring
Gafring ist ein Ort und eine Katastralgemeinde der Gemeinde Euratsfeld im Bezirk Amstetten in Niederösterreich.

## Geografie
Die Streusiedlung erstreckt sich südöstlich von Euratsfeld bis zum Hochkogel (711 m ü. A.) und kann von den Landesstraßen L89 und L6113 über Nebenstraßen erreicht werden. Das Ortsgebiet wird vom Gafringbach zum Zauchbach nach Nordwesten entwässert, im Südosten bildet der andere Gafringbach zum Ferschnitzbach die Grenze zur Gemeinde Wang. Der Ortschaft gehören auch die Lagen Friesenegg, Giemetsberg, Hinterberg, Maierhof, Mittergafring, Obergafring, Pöletzhof, Pollenberg, Saxenöd, Seibetsberg, Untergafring, Völkrahof, Walchenöd und Windischendorf an.

## Siedlungsentwicklung
Zum Jahreswechsel 1979/1980 befanden sich in Gafring 116 Bauflächen mit insgesamt 50.358 m² und 74 Gärten mit 239.393 m², 1989/1990 waren 112 Flächen aus Bauflächen ausgewiesen. 1999/2000 war die Zahl der Bauflächen auf 144 angewachsen, wobei darauf 101 Gebäude bestanden und 2009/2010 waren es 105 Gebäude auf 158 Bauflächen.

## Geschichte
Laut Adressbuch von Österreich waren im Jahr 1938 in Gafring ein Gastwirt und ein Landwirt ansässig, weiters gab es eine Mühle.

## Landwirtschaft
Die Katastralgemeinde ist landwirtschaftlich geprägt. 740 Hektar wurden zum Jahreswechsel 1979/1980 landwirtschaftlich genutzt und 163 Hektar waren forstwirtschaftlich geführte Waldflächen. 1999/2000 wurde auf 749 Hektar Landwirtschaft betrieben und 166 Hektar waren als forstwirtschaftlich genutzte Flächen ausgewiesen. Ende 2018 waren 736 Hektar als landwirtschaftliche Flächen genutzt und Forstwirtschaft wurde auf 161 Hektar betrieben. Die durchschnittliche Bodenklimazahl von Gafring beträgt 35,6 (Stand 2010).